# Sundbyholms travbana
Sundbyholms travbana är en travbana i Sundbyholm norr om Eskilstuna. Travbanan invigdes 5 juni 1955. Här körs sedan 2008 de fyra finalerna i unghästserien Breeders' Crown.

## Större lopp
På Sundbyholms travbana körs det anrika loppet Mälarpriset, som körts sedan 1962. I loppet har bland annat stjärnor som Torvald Palema och Scarlet Knight segrat.
Eskilstuna är en av medarrangörerna till treåringsserien E3, så varje år körs även något av loppen i E3-serien här.
Anläggningen har sex banor, två restauranger, pub och gatukök.

## Banor
- Tävlingsbanan (1000 m)[3]
- Innerbanan (800 m, belägen innanför tävlingsbanan och används för träning av unghästar)
- Sandbanan (1000 m)
- Skogsslingan (1500 m)
- Rakbanan (900 m)
- Hagbanan (800 m)